# وكالة تمويل الإسكان الفيدرالية
وكالة تمويل الإسكان الفيدرالية هي وكالة اتحادية مستقلة تم إنشاؤها باعتبارها الوكالة التنظيمية الخلف للمجلس الفيدرالي لتمويل الإسكان، ومكتب مراقبة الإسكان الفيدرالي، ووزارة الإسكان والتنمية الحضرية الأمريكية فريق مهمة المؤسسة،  استيعاب الصلاحيات والسلطات التنظيمية لكلا الكيانين، مع توسيع نطاق السلطة القانونية والتنظيمية، بما في ذلك القدرة على وضع المؤسسات التي ترعاها الحكومة في الحراسة القضائية أو الوصاية .
من خلال دوره كمنظم، فإنه ينظم فإني ماي وفريدي ماك و 11 من البنوك الفيدرالية لقروض الإسكان. إنها منفصلة تمامًا عن الإدارة الفيدرالية للإسكان، والتي توفر التأمين على الرهن العقاري إلى حد كبير.

## روابط خارجية
- الموقع الرسمي
- وكالة تمويل الإسكان الفيدرالية في السجل الفيدرالي
- مكتب الإشراف على مشاريع الإسكان الفيدرالية في السجل الفيدرالي